# Emslandlager Wietmarschen
Koordinaten: 52° 33′ 38,1″ N, 7° 7′ 4″ O

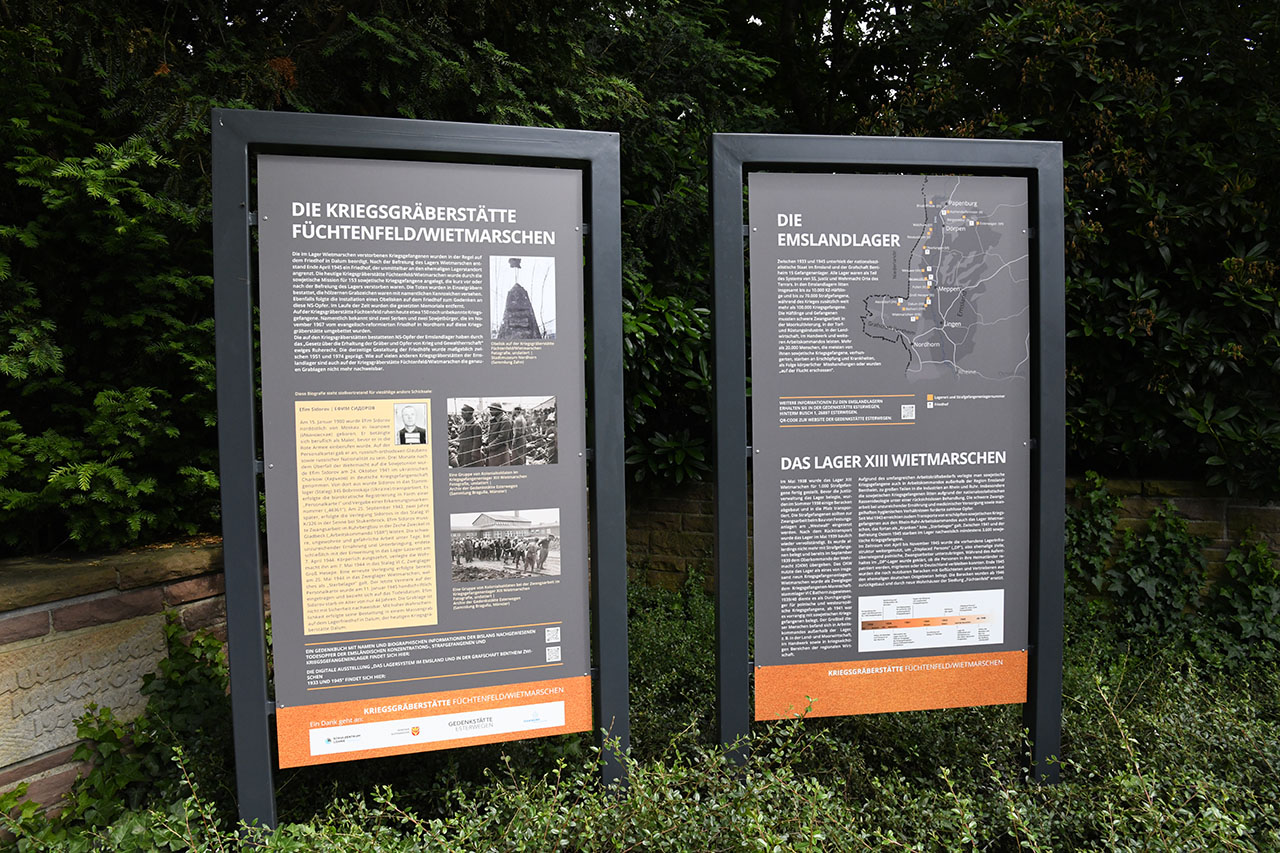
Infotafeln an der Kriegsgräberstätte Füchtenfeld

Das Emslandlager Wietmarschen, auch Emslandlager XIII genannt, bestand von 1938 bis 1945 in der Nähe des Dorfs Wietmarschen.

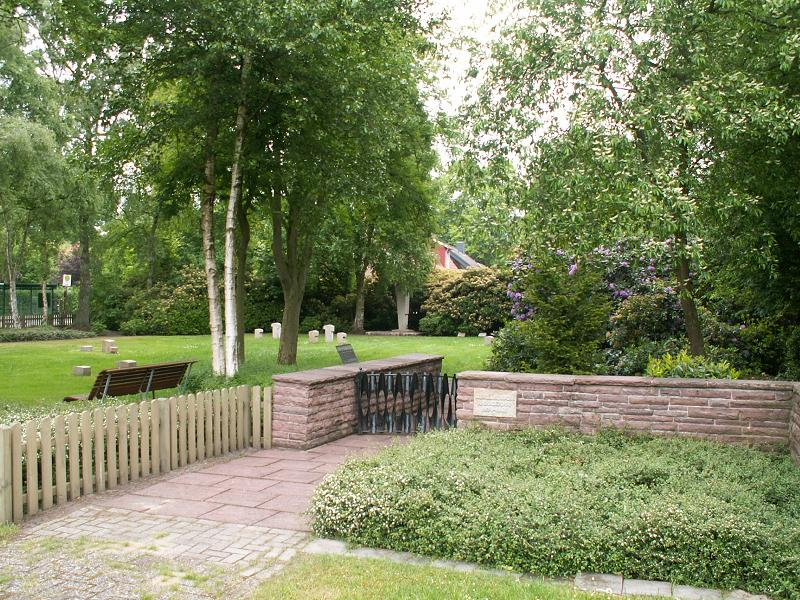
Friedhof Wietmarschen-Füchtenfeld

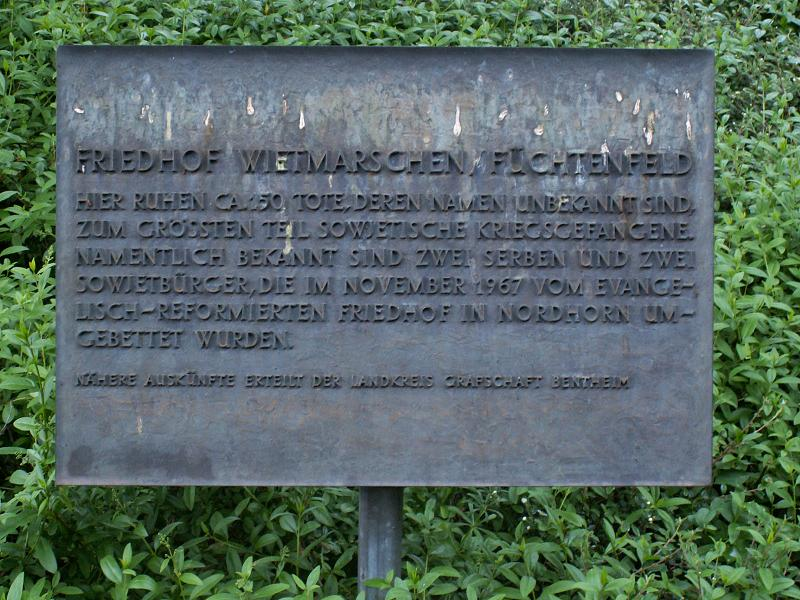
Friedhof Wietmarschen-Füchtenfeld

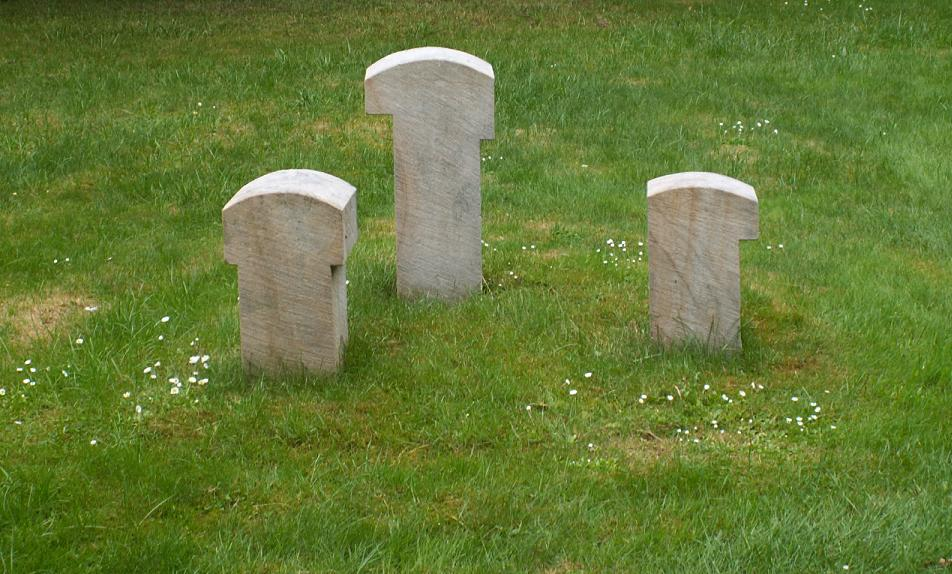
Friedhof Wietmarschen-Füchtenfeld

## Geschichte
Das Emslandlager XIII war ursprünglich für 1000 Justizgefangene geplant worden. Im Mai 1938 weitgehend fertiggestellt, wurden im August 1938 auf Anordnung Hitlers Baracken des Lagers Wietmarschen in den Raum Zweibrücken transportiert, wo sie beim Bau des Westwalls als Unterkunft dienen sollten. Nach dem Münchner Abkommen vom September 1938 nahm Hitler seine Anordnung zurück, so dass die Baracken wieder ins Emsland überführt wurden. Noch im Juni 1939 stand das Lager leer.
Nach Beginn des Zweiten Weltkrieges übernahm das Oberkommando der Wehrmacht (OKW) das Lager Wietmarschen. Als eines von vier Zweiglagern des Stammlagers (Stalag VI C) in Hoogstede-Bathorn diente es der Unterbringung von Kriegsgefangenen. Im September 1941, nach dem deutschen Angriff auf die Sowjetunion, wurden 2700 sowjetische Kriegsgefangene in Wietmarschen festgehalten. Weitere Angaben zur Belegung des Lagers sind nicht bekannt; als wahrscheinlich gilt, dass es bis zur Befreiung 1945 ausschließlich oder überwiegend mit sowjetischen Kriegsgefangenen belegt war.

## Nach dem Krieg
Nach Kriegsende entstand auf dem Lagergelände die zur Gemeinde Wietmarschen gehörende Siedlung Füchtenfeld; Spuren des Lagers sind nicht mehr vorhanden. Am ehemaligen Lagergelände befindet sich eine Kriegsgräberstätte mit den Gräbern von etwa 150 unbekannten Toten, überwiegend sowjetische Kriegsgefangene. In Kooperation mit der Gedenkstätte Esterwegen und dem Volksbund Deutsche Kriegsgräberfürsorge haben Schüler der 9. Klasse des Schulzentrums Lohne am 5. Juni 2024 an der Kriegsgräberstätte Füchtenfeld zwei neue Geschichts- und Erinnerungstafeln zum ehemaligen Emslandlager XIII Wietmarschen enthüllt.
Auf einem Teil des Lagers befindet sich heute der Sportplatz des FSV Füchtenfeld.